# Phép thuật vui vẻ
Phép thuật vui vẻ (tiếng Nga: Весёлое волшебство) là một bộ phim giả tưởng của đạo diễn Boris Rytsarev, ra mắt lần đầu năm 1979.
Truyện phim dựa theo vở hài kịch Katya và những điều kỳ diệu của Nina Gernet và Grigory Yagdfeld.

## Diễn viên
- Marina Kozodayeva... Katya
- Andrey Voynovsky... Lisichkin